# ばらかもん
『ばらかもん』は、ヨシノサツキによる日本の漫画作品。

## 概要
『ガンガンパワード』（スクウェア・エニックス）2008年4月号に読み切り作品として掲載された。その際の反響が大きく、同年10月号に第2話・2009年4月号に第3話を掲載。その後、同社のウェブコミック配信サイト『ガンガンONLINE』に移し2009年2月21日から2019年1月10日まで月1回更新で連載。また『月刊少年ガンガン』でも2014年8月号から2019年1月号までWEBで発表されたものと同作品が掲載されている。
作者の出身・居住地である長崎県・五島列島を舞台に、都会育ちの書道家と島民の交流を描く。表題の「ばらかもん」は、五島列島方言で「元気者」の意。ヨシノサツキの漫画短編集『みしかか! ヨシノサツキ短編集』収録の読切作品にて、高校生となった美和とタマが登場している。
2013年9月にアニメ化が発表され、2014年7月より9月まで放送された。
2018年6月12日発売の第17巻巻末にある次回予告ページにて、12月12日発売予定の第18巻にてばらかもんを完結する旨の告知がなされ、ガンガン12月号（2018年11月12日発売）にて、当作品の最終回と新連載作品を同時掲載する旨の告知がなされた。
スピンオフ作品『はんだくん』が、『月刊少年ガンガン』にて2013年11月号から2016年10月号まで連載された。
2016年3月時点で『はんだくん』の累計発行部数は160万部を、2019年4月時点で『ばらかもん』の累計発行部数は620万部をそれぞれ突破している。
『月刊少年ガンガン』2023年5月号より同年10月号まで連載が期間限定で復活。5月号では同時にテレビドラマ化されることも発表された。同年7月より、フジテレビ系列にて放送中。

## あらすじ
書道家の半田清舟は、ある受賞パーティーで自作を酷評した書道展示館の館長を感情に任せて殴りつけてしまう。見かねた父親は半田に「（自分の）人間として欠けている部分」を見つけさせるため、彼を自然豊かな五島へと送り込む。
内心では反省する気のない半田だったが、天真爛漫少女・琴石なるをはじめとする個性的な島民達と出会い、少しずつ心を動かされる。都会の温室で育った半田は耐性の無い田舎の環境や島独特の人間関係に戸惑いながらも、島民たちに助けられ励まされ挫折を繰り返しながら新たな書の境地を拓いていく。初めて出会った自然の世界やお互いに助け合う気持ち、それは型に嵌っていた半田の書、そして半田自身の心も少しずつ成長させていた。
自信を取り戻した半田は書展出品のため東京へと戻り、かつてパーティーで殴りつけた館長に謝罪。館長に書道家としても人としても成長したことを認められ、暴行事件は水に流すこととなった。島へ戻る理由を失い都会暮らしに戻る選択肢を与えられた半田だったが、島送りに猛反対する母をよそに都会では島で書けていた自由な文字が書けないことに気付く。父親に背中を押されたことや、なによりも島で半田の帰りを待つなる達の言葉を聞き、半田は島での生活に戻ることを決意する。
愉快な五島の住民たちに翻弄されながらも、再び書の新境地を求める日々を送るのだった。

## 登場人物
声はアニメ版の声優、演はドラマ版の俳優。

### 主要人物
半田 清舟（はんだ せいしゅう）
声 - 小野大輔、演 - 杉野遥亮（幼少期：石塚錬）
本作の主人公。通称「先生」。23歳。「清舟」は雅号で、本名は「半田 清」。誕生日は4月15日。血液型はA型。身長は174センチメートル。
基本に忠実にそれが一番美しいと思っており、賞を取るための字を書いていた。
書道界の家元の後継ぎ。
若き新鋭として名を馳せていたが、入賞作品を書道界の重鎮に酷評されて逆上し、暴力事件を起こす。大事には至らなかったが、素行不良を起こしたことで父に「頭を冷やして来い」と単身、五島へ送られる。
プライドが高く気難しいところがある一方で抜けたところも多々あり、本人はしっかりしていると思っているが、基本的にドジっ子。「子供嫌い」を自称しているが書道の仕事がない時には子供の相手をしていることが多く、面倒見もよいため村の子供達に好かれている。
字を書いている際に気分がノッてくると笑い声を上げる癖があり、周囲から気味悪がられることも。子供のころ「成績は4と5しかとったことがない」と言っており、書道以外の面でも優秀であることが窺え、加えて陸上競技者と渡り合えるほどの駿足でもある。しかし島では鈍くさい行動も目立つ。料理は米が炊ける程度で恐ろしく下手。缶詰のコーンを皿に開けるだけで「料理」と豪語しなるにあきれられた。
幽霊や虫を触るのは苦手で、かなりの臆病。大きな声を出されるとかなりの頻度でびびっている。じゃんけんが弱く、5勝負中5連敗するほどである。植物を育てるのが苦手であり、サボテンすらまともに育て上げたことがない。足は速いが長年の運動不足や、過去のトラウマのせいで全力で走ってはいなかったそのため、町民体育祭のために朝に走る特訓をした。
猫が好きだが、猫アレルギーである。
学生時代から書道の道に進んでおり、周りからは「孤高の男」としていい意味で噂の中心であったが本人は嫌われていると思っていた。元々は人懐こい性格であったが、純粋であるがゆえに川藤のある嘘を信じこんでしまい心を閉ざすようになった。
生まれも育ちも都会のため、島での生活や独特の慣習にしばしば戸惑う生活を送っているが、彼自身も幼少時より書道に専念した生活を送っていたため世間知らずで一部常識に欠ける面がある。そのため、子供っぽい遊びはほとんどしたことがなく、いつのまにか子供達と本気で遊ぶ大人らしからぬ面もあり、島民たちから生あたたかい目や奇異の目で見られることも多い。
父・清明から東京に戻り仕事を手伝うように言われたが、今まで父親の威光で書家として仕事をしていたことに疑問を持ち「自分の力でお金を稼ぎ生活したい」という想いを抱き、書家であることを辞める決意をする。再び五島に戻り書道教室を開くことを宣言した。
18+1巻にて中学生になったあいこと一緒にいる姿が描かれており、方言も少し使っていた。
なるや島民などからは、ジュノンボーイやイケメンと評されているが、連載初期には無かった「アホ毛」が生えるようになった。スピンオフ作品『はんだくん』では、最初から生えている。
琴石 なる（こといし なる）
声 - 原涼子、演 - 宮崎莉里沙
本作のもう一人の主人公。小学1年生。6→7歳。誕生日は8月27日。血液型はO型。身長は113センチメートル。
生徒数9人の分校に通っているいたずら盛りの少女。髪は茶色。左手にミサンガをしている。明るく逞しく自由奔放な性格だが、空気を読むべき時はしっかり読む。
清舟が借りた空き家を隠れ家にしていたところを見つかり、書道を教えてもらう仲になる。清舟が五島での生活に馴染むきっかけを作った少女で、清舟のことを「先生」と呼び慕っており、半田が東京に一時的に帰宅した際には抜け殻のようになっていた。
祖父と2人暮らしで、父親は船乗りとして年に1回しか帰宅しない。母親は不明。
昆虫が大好きで、自称お宝のカメムシがつまったガチャガチャカプセルやセミの抜け殻ネックレスをプレゼントして東京から来た人達を卒倒させている。
山村 美和（やまむら みわ）
声 - 古木のぞみ、演 - 豊嶋花
中学2年生。誕生日は5月7日。血液型はB型。身長は158センチメートル。なるからは「美和ネェ」と呼ばれている。ボーイッシュで勝気な少女。なるやタマと清舟が借りた空き家を秘密基地にして遊んでいて、なるに色々と良からぬ知識を吹き込んでいる。
自称ソフトボール部のエースピッチャー。名前は母親が命名した。イベントの際には一所懸命になる素直さも持つがそのために暴走することも多い。
クセ毛を気にしており、将来はパーマをかけた赤毛のロングにと考えている。
隣村の「六ノ崎」の子供からは「筋肉少女」として恐れられている。
実家は酒屋。父親が店を閉じると決めるものの、いつの日か継ぐと決意している。なぜか「山村酒店」から「山村酒造」に変わっている。
元は同人アンソロジー掲載の読切作品に脇役として登場していたキャラクター。本作の未来に当たる高校時代には村を離れており、パーマをかけた長髪を赤毛に染め、「クラスでも断然大人っぽい」姿となっている。
新井 珠子（あらい たまこ）
声 - 大久保瑠美、演 - 近藤華
通称「タマ」。美和の友達。中学2年生。14歳。誕生日は11月12日。血液型はA型。身長は157センチメートル。髪型はおさげで眼鏡をかけている。裸眼での視力は0.05。
なるや美和とともに、清舟が借りた空き家を秘密基地にして遊んでいた。
いわゆる腐女子であり、すぐにボーイズラブ方向に思考が行ってしまう自分を受け入れると同時に嫌悪もしているため、清舟やヒロを見ておかしな妄想に走っては、自らを厳しく戒めている。自称文学少女で漫画家を目指しており、書道家の半田には通ずるものがあると慕っている。
描いている漫画は必ず誰かが死んでおり、ペンネームは荒彌靈暁夜（あらみたまきょうや）。
原稿を投稿する時は補強の厚紙の代わりにベニヤ板を使うといった過剰に用心深いところもある。
漫画に影響されて忍者を目指していた時期があったため、身体能力は高い（体育は5）。
方言をあまり使わない。
美和同様、アンソロジー出身キャラクター。美和と同じ高校に在学。髪型はショート。相変わらず漫画家志望であり、「都心の大学」への進学が決定している。
木戸 浩志（きど ひろし）
声 - 内山昂輝、演 - 綱啓永
高校3年生になる郷長夫婦の息子。誕生日は10月13日。血液型はO型。身長は171センチメートル。清舟からは「ヒロ」（ドラマ版では「ヒロシ」）、美和やタマからは「ヒロ兄」と呼ばれている。金髪。
中学生の時に成績表でオール3を取って落ち込み、さらに両親から凡人扱いされたことで荒れてしまい、不良になったが、基本的に善人なため不良になりきれず、何がしたいのか周りの人が混乱する始末。清舟をダメ人間として見ているが書にかける姿勢など色々影響もされている。3人だけの野球部員のキャプテン。
料理がうまいという特技があり、清舟にそれを指摘されて以来、進路に関して思うところがある様子。面接の時には髪を黒く染めた。髪を染めた姿を見たなるから「クロシ」という渾名をつけられている。
就職の面接で一人、島から長崎の会場に向かったが一人で島を離れたことがなかったために困惑していた。
東京にある調理専門学校に合格をした。
久保田 陽菜（くぼた ひな）
声 - 遠藤璃菜、演 - 寺田藍月
通称「ひな」。小学1年生。7歳。分校に通う少女。なるの友達でいつも一緒におり、髪飾りがチャームポイント。人見知りが激しく、哀しくても嬉しくてもすぐに泣く。好きなものはウサギ。
基本的には大人しいいい子だが、自分の意志で自由に泣くことができる。
一々、反応してくれる清舟を見て内心楽しんでいた。

### 島の住人
琴石 耕作（こといし こうさく）
声 - 糸博、演 - 花王おさむ
なるの祖父。農家。怪談好きで茶目っ気が強い。妻は亡くなっている。
このもん作りの名人で農業の達人でもあり東野から尊敬されている。
半田にとっての「第一村人」で、しばらくそう呼ばれていた。
琴石 優一郎（こといし ゆういちろう）
声 - 鈴村健一、演 - 岡田義徳
なるの父。中学卒業後すぐにタンカー船に乗り、年末年始の数日間だけ島に帰ってくる。
島でも変わり者と言われている。
毎年、クリスマスにはなるに飛行機のおもちゃをプレゼントしている。
なるのために島でできる仕事を考えたが、船乗りしか出来ないため断念。その結果、なるとめったに会えなくなってしまい、人見知りしないにもかかわらずなるから父親と認知されなくなってしまった。さらに、帰島後仕事に戻るとなるが必ず熱を出し寝込むと聞いていたため、会わずに見守り観察することにしていた。他人の振りをし、遠くから見守るようにしていた行動を清舟に尋ねられ、心情を吐露。その結果、清舟の提案によりなるに手紙を書くことにした。手紙が功を奏したのか「優一郎」が父親であることを認識された。
大浜 謙太郎（おおはま けんたろう）
声 - 木村聖哉 / 込江大牙（単行本第16・17巻限定版ドラマCD）、演 - 加藤叶和
通称「ケン太」。小学1年生。分校に通うガキ大将の少年。漁師の子。坊主頭。
なるのことが好きだが、なるに気づいてもらえていない。。
アニメでは一人称が「僕」であり、性格が丸くなっている。
新井 明彦（あらい あきひこ）
声 - 潘めぐみ
通称「あっきー」。小学6年生。タマの弟。誕生日は6月29日。血液型はAB型。身長は145センチメートル。タマと同じく眼鏡着用者。常にゲーム機を持ち歩く。しっかり者。姉の夢を真剣に応援している。
見た目は凡庸だが頭脳、身体能力、人格、人望すべてに秀でたハイスペック小学生であり、半田が敗北感を覚えることも多い。株の運用にも長けており鷹生のアドバイザーもしている。
木戸 裕次郎（きど ゆうじろう）/郷長（ごうちょう）
声 - 杉野田ぬき、演 - 飯尾和樹（ずん）
清舟が住む七ツ岳の郷長をしている人物。清舟が借りた物件の管理人をしており、生活のサポートもしてくれている人物。当初、「管理人」と呼ばれていた。ヒロシの父親。誕生日は11月30日。血液型はB型。身長は170センチメートル。
面倒見が良くおおらかというかアバウトな性格。眼鏡をかけている。自称メタボ。家では野菜を育てている。噂を広めるのが好き。薪風呂好き。清舟の父親とは旧友。奥さんとはお見合い結婚。
島の生活に不慣れな清舟に真っ先に頼られているが、段々と馴染んできた清舟からは「ちょろい」と思われている。
農業研修に来た東野に畑も貸している。
巌にはユウバンと呼ばれている。
20歳のころ、清明が島に修行に来たときに、面倒を見ている。
奥さん / 木戸 朋子（きど ともこ）
声 - はやみけい、演 - 山口香緒里
郷長の妻。ヒロシの母。
夫や息子同様、学生時代の通信簿はオール3（体育だけ4）。家族仲は悪くないが、それはそれとして生活に潤いを求めており、美青年（半田）の生活を食事面で世話することに「女としての喜び」を感じているとのこと。普段はおおらかな性格だが学生時代は演劇同好会に所属していたため、演劇のことになると厳しくなる。
教頭（きょうとう） / 坂本 一行（さかもと いっこう）
声 - 立木文彦
なるが通う分校の教頭。
強面な顔立ちで、基本的にいい加減。あまり教育者らしくない教育者。一輪車に乗ることができず、そのことを気にしている。石鯛の餌にするためによくザリガニ釣りをしている。
祭の出店で水風船を大量に取っており、育江も分校に在学中に教えていた。
ヤスバ / 野村 ヤス（のむら やす）
声 - 鈴木れい子、演 - 鷲尾真知子
餅拾いで村一番の名人。通称「ヤスバァ」。なるのばあちゃん（故人）とは友人同士だった。
パンチ / 白川 百合江（しらかわ ゆりえ）
声 - くじら、演 - 須永千重
パンチパーマが特徴。もちひろいで取った餅を横取りする。見かけは強面だが実はいい人。会うと半ば強引に何かしら物をくれる。餅を多く拾うのは餅拾いに参加できなかった人に配るため。
山村 巌（やまむら いわお）
声 - 斧アツシ、演 - 宍戸開
美和の父親。酒屋を営業している。一人称は「オィ」。顔に傷があり、半田からはヤクザだと恐れられている。見た目通り豪放な性格であり、怒るとやはり怖いらしい。
唯我独尊丸（ゆいがどくそんまる）という船を所有している。
郷長の裕次郎にイワオバンと呼ばれている。
一郎（仮）（いちろう かっこかり）
声 - 石川樹
なかなか名前と顔が覚えてもらえない
二郎（仮）（じろう かっこかり）
声 - 古閑理
なかなか名前と顔が覚えてもらえない
キヨバ
声 - 伊東みやこ
村で一番の年長者。99歳。初登場時で既に寝たきりの状態だったが、糸巻き車や竹とんぼなど昔の手作りおもちゃ作りの名人で、なる達島の子供たちもよく訪問していた。
作中で亡くなっており、遺影は、まだ髪が黒くて若い姿のものを指定していた。
河本 育江（こうもと いくえ）
声 - 小野涼子、演 - 田中みな実（幼少期：川田秋妃）
七ッ岳病院に勤務している看護師。既婚。近所に住むキヨバの世話もしている。
キヨバが息を引き取るときも傍にいて、通夜や葬式も段取りをしている。
金魚すくいが得意。
河本 あいこ（こうもと あいこ）
声 - 小岩井ことり
育江の姪（旦那の姉の子供）。2歳。わがままな性格で、よく泣く。なるからは「ありこ」と呼ばれている。
とうま、とうや
双子。2年生でなる達の上級生。
井上先生
美和達の担任の女性教師。厳しめの性格だが、修学旅行の土産を買い損ねた生徒に時間を与えるといった優しい面も持つ。
木下 フミ（きのした フミ）
声 - 羽鳥靖子
木下商店の店主。耳と腰が悪い。雌のプードルのプチ（声 - 多田野曜平）を飼っている。
英助（えいすけ）
声 - 畠山広信
ヒロシの友人で同級生。
田嶋 リナ（たじま リナ）
男子との交友関係が派手なヒロシの同級生。
吉田 心（よしだ しん）
声 - 木村聖哉
美和とタマの同級生で隣のクラス在籍。六ノ崎郷長の息子。夏休みの課題の書道で珠子と並び金賞を取るほどの腕前。
新井 哲也（あらい てつや）
声 - 綿貫竜之介
タマとあっきーの父親。銀行員。足は遅いが経理などには強い。
東野 一真（ひがしの かずま）
声 - 神谷浩史
都会から六ノ崎へ移住してきた農業研修生。身長189センチメートル。
アダ名は「ダッシュ東野」から改め「マッシュ東野」。
高校時代に陸上部（長距離）で県大会に出場したことがある。
アダ名の由来は「ダッシュ東野」は『はんだくん』に出てくる半田の同級生「東野 光太郎」から。
「マッシュ東野」はマッシュルームみたいな髪型から。

### 東京の住人
川藤 鷹生（かわふじ たかお）
声 - 諏訪部順一、演 - 中尾明慶
清の中学からの友人。右肩に太陽、左肩に鷹のタトゥーを入れている。
誕生日は9月23日。血液型はA型。身長は182センチメートル。女好きで特に熟女が好き。画商。避けに弱い。
父が経営する川藤美術芸術舎で働き、半田の仕事の仲介やマネージメントを務める相棒的存在である。半田の様子を見るために神崎を連れて島を訪れた。
あっきーを気に入っており、株の相談などを持ちかけている。
学生時代の半田が「自分は嫌われている」と思い込む切っ掛けを作った張本人。
英語を話せてフランス語を勉強中。現在はアメリカに絵画の勉強のため行っている。
神崎 康介（かんざき こうすけ）
声 - 梶裕貴、演 - 荒木飛羽
書道家。18歳。高校生。誕生日は4月24日。血液型はAB型。身長は162センチメートル。童顔の美少年だが、腹黒。インドア派。
習字は小学生のころから行っていたが、次第に惰性で書道教室に通っていた。そんな中、連れていかれた書展で見かけた半田の書に感銘を受け、書道家になった。
半田をリスペクトしているため、書風も島暮らしを始める前の半田にそっくり。そのため、島に来て半田の書く字を見てからはそれま見本としていたものが揺らぎ、スランプとなった。
鳴華院展大賞受賞者。虫や貝などがとにかく苦手。
半田を東京に連れ戻しに島まで足を運んでいる。
友人がいない。
4人姉弟の末っ子（上3人は女子）。
半田 清明（はんだ せいめい）
声 - 目黒光祐、演 - 遠藤憲一
清舟の父。著名な書道家。誕生日は5月22日。血液型はAB型。身長は172センチメートル。有無を言わせないオーラを持ち、さわがしい子供達も黙って言うことをきくほどだが、基本的には優しく息子には甘い。
目を開けて眠り、寝言はハッキリ言う。
清舟の良き父であり、師でありライバルでもある。
過去に五島で暮らしたことがあり、郷長と知り合い。
23歳のころに修行のために島に行き、成果が出ずにくすぶっていた時期がある。
自動車運転の坂道発進が苦手でエンストしてしまう。本人によると、息子と同じく不器用。
半田 えみ（はんだ えみ）
声 - 鷹森淑乃、演 - 長野里美
清舟の母。常に和服。自称40過ぎだが実年齢よりも若く見られ、清舟が高校生のころは清舟の恋人と勘違いされたことも。清舟のことは「清さん」と呼んでいる。虫は倒れてしまうほどに苦手。
物腰が柔らかくかわいらしい性格にみえるが、実はかなり感情の起伏が激しい激情家であり、取り乱すとすぐ泣いたり相手に殴り掛かったりする色々めんどくさい人物。なるを持ってして「こわいね」と言わしめた。
息子を溺愛しており、非常に過保護。本音を言うと島に行って欲しくないと思っている。だが、島の住人たちに愛されて人として成長した姿を見せられて渋々ではあるものの、島に戻ることを許可している。
夫を溺愛しており「ダーちゃん」と呼んでいる。
桐恵とは犬猿の仲。
川藤 桐恵（かわふじ きりえ）
声 - 杉田智和
川藤鷹生の父親。川藤美術芸術舎の経営者で清明の仕事のマネージャーをしている。普段から女装をしているが性的にノーマルであり、妻とは死別している。喫煙家であり、禁煙しようとしているが続いてはいない。
清明を尊崇する一方で清舟のことを認めておらず、「絞りカスみたいな息子」と言うなど辛辣な言動が多い。そのため、何かと清舟の母と揉めている。口は悪いが美術品を見る目は確かで、仕事はできる。
鷹生のことは息子ではあるが、仕事上のライバルではなく敵。
館長 / 八神 龍之介（やがみ りゅうのすけ）
声 - 三木敏彦、演 - 田中泯
厳格な書道界の実力者で美術館の館長。原作やアニメ版では「館長」としか呼ばれていなかったが、ドラマ版で名前が設定された。栄華賞受賞パーティーで、清舟の書を「つまらん字だ」と酷評し、激昂した清舟に殴られた。この事件により、清舟は五島で謹慎することとなる。清明とは旧知の間柄の様子である。腰が悪いため、杖を突いている。清舟を五島から呼び戻した際には、殴ったことを許すつもりはなく、長々と説教をするつもりだったが、清舟の成長ぶりを感じて、清舟を許した。だが孫娘が清舟とお見合いする話を聞いたときは大反対をした。
舘永 嬢（たてなが じょう）
声 - 瀬戸麻沙美
女子大生。20歳。川藤美術芸術舎のバイトリーダーをしてい。スタッフのみんなからは「お嬢」と呼ばれていて、桐恵も認めるほどに仕事がとてもできる。
表具の教室に通っている。
以前は太っていたが、華栄書道展で自分の作品の批評を川藤と一緒にしていた半田の姿を見て一目惚れをしたことがきっかけでダイエットを開始した結果、半年ちょっとで現在の体型になるほどの激やせに成功した。
あまりの激やせだった影響で体が肉割れだらけで、今も自ら食事制限をしている。
実は書道の重鎮館長の孫娘であり、半田が最終的にお断りを入れたお見合い相手だった（その際のお見合い写真は「成人式当時」のもので、共通点がホクロの位置ぐらいで、まるっきり別人と言われてもおかしくないほど。
半田も、川藤美術芸術舎で彼女と再会してお見合いのいきさつの話を聞いたことで理解できた。

## スピンオフ作品『はんだくん』
『月刊少年ガンガン』にて、2013年11月号から2016年10月号まで連載された。単行本は全7巻。本編の6年前の物語を舞台に、人見知りな主人公・半田清と、その周囲を取り巻くクラスメイト、中でも特に彼に心酔しているグループの通称「半田軍」との誇大評価的な日常をめぐる高校生時代が描かれている。
ばらかもんと違い、こちらはギャグコメディとなっている。2016年7月にアニメ化されている（下記参照）。

### 登場人物（はんだくん）
半田 清（はんだ せい）
声 - 島﨑信長
高校時代の清舟。2年7組。
人を寄せつけないクールな佇まいから「孤高の男」と呼ばれ、生徒たちから羨望の視線を受けている。また学級委員長候補に挙がるほど人望も厚く、女子生徒からも好かれているが、半田本人は「学校中に嫌われている」と思い込み心を閉ざして過ごしている。唯一、川藤とは仲が良いが「自分と一緒にいると川藤も孤立する」と考え、学校で川藤に話しかけられても無視したり、一緒に下校する際も同校の生徒と出くわした場合は即座に隠れている。
一度階段から落ちて記憶を失うと同時に、フレンドリーかつナルシストな性格になってしまうが、再び階段から落ちたことで元に戻る。テストでは名前を書き忘れるなど天然な一面もある。
半ザワ（はんザワ）
半田が川藤と遊ぶ際にバレないよう変装した姿。長髪のカツラをかぶりサングラスをかけている。川藤の紹介で長谷川と仲良くなる。アメリカの学校に通っているという設定。
半田ちゃん
美少女絵画クラブ部による半田を女性化した萌えキャラクター。

半田 えみ（はんだ えみ）
声 - 桑谷夏子
半田清の母親。

#### 半田軍
半田に陶酔し見守っている集団。しかし、近藤だけは相沢・二階堂・筒井に絡まれたことからいつの間にか半田軍の一員となってしまい、唯一陶酔していない。半田を守るという名目で半ばストーカー集団と化しており、これに花田、東野、金城、比良山も加わっている。
相沢 順一（あいざわ じゅんいち）
声 - 広瀬裕也
2年7組。頭脳明晰でリーダーシップのある優秀な男。アダ名は「委員長」。テストでは学年1位を誇る。
7組の委員長選びの際、半田と対決（投票とジャンケン）して敗北。半田は委員長を辞退したが、相沢は肩書きに固執して周りを見ていなかったこと、そして半田の偉大さに気付いて副委員長に立候補する。その後、半田は忙しいからということで委員長の雑務も全て相沢が行うことになった。
暴力的手段を考えることが多く、「なかなか過激派」と近藤に言われている。
二階堂 礼緒（にかいどう れお）
声 - 柿原徹也
2年7組。自信家でナルシスト。街でスカウトされてからモデルをしており、学校一のモテ男。一声掛ければ100人以上の女子が集まるらしい。
半田と同じクラスになったことで女子の人気を奪われ、彼をライバル視する。半田がモデルのスカウトにあうところを必死で妨害するが、その際に半田の清らかな心根に深い感銘を受ける。その後、スカウトを妨害した件でモデル業をクビになった。
筒井 あかね（つつい あかね）
声 - 細谷佳正、永塚拓馬（高1筒井）
2年7組。不登校の生徒。1年生のころ、小柄で女子のような顔立ちだったためイジめられていた。
強くなると決意し、半年でレスラーのような体格になり、その力で街の不良を制圧する。隣町の不良高校生に襲撃された際、プリントを届けに来た半田を見て彼らが退散したため興味を持ち、「学校においで」というメモを半田からのメッセージだと勘違いして登校する（実際は相沢が書いたもの）。1人暮らしをしているため、自宅を半田軍秘密本部として提供する。
近藤 幸男（こんどう ゆきお）
声 - 山下大輝
2年7組。勉強も運動も平均的で、多くはないが仲のいい友達もいる。人気や個性を欲さない穏やかな人物。
調理実習で半田・相沢・二階堂・筒井と同じ班になって以来、半田以外の三人から絡まれるようになる。半田の魅力に心酔する三人に対し、近藤だけは心酔していないため、冷静で的確なツッコミを（心の中で）している。半田からは押し花をあげた以降嫌われていると思われている。半田軍とは一歩離れた見方をしていたが修学旅行の際、小路が半田を襲おうとしたときは本気で怒った。このことから怒ると怖い性格であることが分かる。
花田 慶（はなだ けい）
声 - 白井悠介
2年5組。高校の入学式で半田を見て半田マニアになる。
憧れが強すぎて「自分が本当の半田ではないか」と思い、詩を書いて披露していたところを半田軍に捕獲された。自分の書字が半田に訂正されたのを見て号泣し、人生をかけて半田を極めると決意して歯の矯正を始める。マスクをかけるとダッシュ東野が吐くほど半田に似ている。半田顔に限るがメイク術は完璧で、誰の顔でも半田顔にしてしまえるほど。
半田軍の正式メンバーかは不明だが一緒にいることが多い。
東野 光太郎（ひがしの こうたろう）
声 - 古川慎
2年5組。陸上部のエース。アダ名は「ダッシュ東野」。走ることにしか興味がないため頭は良くない。
中学生の時、100メートル走で半田に負けて以来、リベンジに燃えている。「HND症」にかかっているため、半田はおろかマスク姿の花田を見ても発作を起こして吐く。半田が走り出すと、どこからともなく現れ対抗して並走しようとする。
半田軍の正式メンバーかは不明だが一緒にいることが多く、花田と一緒にいることも多い。
金城 美代子（きんじょう みよこ） / イレイサー
声 ‐ 本渡楓
2年7組。半田の隣の席の女子。アダ名は「みよちゃん」。成績優秀で友達も多い。半田からもらった新品の消しゴムを大切にし、それ以来半田に好意を持つようになる。当初はまともな性格だったが、半田に好意を持って以来ヤンデレと化してしまった。
半田母を半田の彼女だと勘違いされた時に自殺未遂騒動を起こすが、嫌疑が晴れた後は（他の大半のキャラクター同様）ストーカー化。人しれず半田に近づく女子を葬っていることから「イレイサー」と呼ばれ、次第に忍者のように影から護衛や世話をするようになる。

#### 灰校関係者
川藤 鷹生（かわふじ たかお）
声 - 興津和幸
半田の親友。校内では人気者。
中学時代、憧れの先輩から半田宛のラブレターの橋渡しにされてショックを受け、軽い気持ちで嘘をついたことで彼を非社交的にしてしまった。嘘に関しては申し訳ないという気持ちもあるが、それ以上に半田の行動が面白いため、その現状を楽しんでいる。しかし、半田のために友人の長谷川を紹介して一緒に遊ぶなど、半田を気遣う場面もある。
一度半田を守るためにストーカーをしていることに気付かない二階堂と筒井からストーカーと誤解され、彼らを凶暴な犬がいる空き地に誘い込み、閉じ込めて逃げ出し、2人を撃退したことがある。
このころからアメリカに憧れを抱いていた模様。
天王寺 佐和子（てんのうじ さわこ）
声 - 小林ゆう
生徒会長。幼いころから男を嫌っており、「女が優位に立てる世界」を目指している。校内では男装しており、その凛々しい姿で女子から人気を得ている。
当初半田のことは敵視しており一年時からマークしていた。半田を「学校の風紀を乱し、女子を誘惑する不埒物」として生徒会室に呼び出し、罰として女子の制服を着せようとする。その後は、修学旅行土産に簪をもらうと結髪してしまうほどにデレていた。
力丸（りきまる）
声 - 田中一成
生徒会副会長。佐和子を慕っている。かつては男尊女卑の考え方だったが、女子の制服を着せられたことでフェミニストになる。しかし、半田が記憶喪失から回復した時に、佐和子に殴られたショックで記憶喪失になっており女性を見下すような性格になっている。
森 麻衣子（もり まいこ）
声 - 伊藤美来
高校の入学式で一目惚れし、半田の靴箱にラブレターを入れた女子。学校のアイドル的存在だが、天然な発言で無自覚に人を傷つけてしまう。
ジュリ
声 - 斉藤貴美子
2年7組。一貫して「ジュリちゃん」と呼ばれており苗字は不明。麻衣子の友達だが、恋と友情の狭間で揺れる。体格がよい。
長谷川（はせがわ）
声 - 山谷祥生
川藤のクラスメイト。背は低いがバスケ部に所属している。川藤の紹介で半ザワ（変装した半田）と仲良くなり、のちにバスケの漫画を貸す。
つぐみ
声 - 植田佳奈
美代子の友達。美代子の手相を見たことがきっかけで占いマニアになり、学校ではよく当たる占い師として評判になる。
真木 ヨリコ
声 - 巽悠衣子
近藤にいたずらのラブレターを出した女子生徒。
部長 桜目ねお（さくらめ ねお）
声 - 伊達忠智
美少女絵画クラブ（美画部）部長。名前はペンネームで本名不明。半田を美少女化した同人誌を作ろうとした時に半田と接触し陶酔していく。
頼れる豚 Dr.サイコ、エセ関西人 タコヤキ君
声 - 浜添伸也（頼れる豚 Dr.サイコ）、大地葉（エセ関西人 タコヤキ君）
美少女絵画クラブ部員。名前はペンネーム。
比良山 かすみ（ひらやま かすみ）
声 - 釘宮理恵
目立たない図書委員。普段は前髪を垂らした根暗風だが前髪を別けると美少女。時々本を借りに来る半田のために書画関連書を図書室に入れつつ恋愛小説を紛れ込ませるなどしていたが、半田軍が介入したことで図書室は大盛況となり、（半田に認められるよう）考えを改め半田は来なくていいと宣言する。
ストーカー騒動の時にイレイサーに捕縛されて以降、彼女と一緒にいることが多い。
岡山ひでお
声 - 四宮豪
2年7組（通称、半田組）担任で生物教師。一見まともな人だが、実はカエルの解剖に興奮する変人。

#### 他校生
一宮 旭（いちみや あさひ）
声 - 鈴村健一
白校の生徒。頭脳明晰で運動神経抜群のイケメンで白校の王と呼ばれる。一宮グループの子息、家族はガチガチの学校権力者ばかり。
小路 司（こみち つかさ）
声 - 増田俊樹
白校（隣町の男子校）の生徒。モブと綽名がつけられている一宮軍の一人。平凡だが一宮の熱狂的なファン。
条本 友弘（じょうもと ともひろ）
声 - 羽多野渉
白校の生徒。一宮軍の一人で、不良風。
永正 惣一（ながまさ そういち）
声 - 平川大輔
白校の生徒。一宮軍の一人で、眼鏡をかけた秀才風。全国模試98位。
小鹿 宗介（こじか そうすけ）
声 - 蒼井翔太
白校の生徒。一宮軍の一人で、一見美少女風だがデカ目黒カラコンを取ると目つきが悪い。かわいかった時期の筒井に憧れていた。
ライくん
声 - 兼政郁人
黒校（不良高校）の番長。灰校の清秋祭（文化祭）に現れたが実は灰校の傘下に入るつもりだった。

## 書誌情報
- ヨシノサツキ 『ばらかもん』 スクウェア・エニックス〈ガンガンコミックスONLINE〉、既刊19巻（2023年7月12日現在）
  1. 2009年8月22日初版発行（同日発売）、ISBN 978-4-7575-2616-7
  2. 2010年2月22日初版発行（同日発売）、ISBN 978-4-7575-2796-6
  3. 2010年10月22日初版発行（同日発売）、ISBN 978-4-7575-3027-0
  4. 2011年5月21日初版発行（同日発売）、ISBN 978-4-7575-3229-8
  5. 2011年12月22日初版発行（同日発売）、ISBN 978-4-7575-3443-8
  6. 2012年7月21日初版発行（同日発売）、ISBN 978-4-7575-3667-8
  7. 2013年3月22日初版発行（同日発売）、ISBN 978-4-7575-3715-6
    - 初回限定特装版、ISBN 978-4-7575-3716-3

  8. 2013年9月21日初版発行（同日発売）、ISBN 978-4-7575-3958-7
    - フィギュア付き初回限定特装版、ISBN 978-4-7575-3954-9

  9. 2014年6月21日初版発行（同日発売）、ISBN 978-4-7575-4333-1
  10. 2014年9月22日初版発行（同日発売）、ISBN 978-4-7575-4413-0
  11. 2015年5月12日初版発行（同日発売）、ISBN 978-4-7575-4636-3
  12. 2015年9月12日初版発行（同日発売）、ISBN 978-4-7575-4732-2
  13. 2016年3月12日初版発行（同日発売）、ISBN 978-4-7575-4905-0
  14. 2016年12月12日初版発行（同日発売）、ISBN 978-4-7575-5179-4
  15. 2017年6月12日初版発行（同日発売）、ISBN 978-4-7575-5241-8
    - オリジナルドラマCD付き初回限定特装版、ISBN 978-4-7575-5242-5

  16. 2017年12月12日初版発行（同日発売）、ISBN 978-4-7575-5433-7
    - オリジナルドラマCD付き初回限定特装版、ISBN 978-4-7575-5434-4

  17. 2018年6月12日初版発行（同日発売）、ISBN 978-4-7575-5617-1
    - オリジナルドラマCD第3弾付き初回限定特装版、ISBN 978-4-7575-5616-4

  18. 2018年12月12日初版発行（同日発売）、ISBN 978-4-7575-5937-0
    - 18+1巻、ISBN 978-4-7575-5937-0

  19. 2023年7月12日初版発行（同日発売）、ISBN 978-4-7575-8661-1
- ヨシノサツキ 『はんだくん』 スクウェア・エニックス〈ガンガンコミックスONLINE〉、全7巻
  1. 2014年6月21日初版発行（同日発売）、ISBN 978-4-7575-4332-4
  2. 2014年9月22日初版発行（同日発売）、ISBN 978-4-7575-4412-3
  3. 2015年1月22日初版発行（同日発売）、ISBN 978-4-7575-4534-2
  4. 2015年8月12日初版発行（同日発売）、ISBN 978-4-7575-4711-7
  5. 2016年2月12日初版発行（同日発売）、ISBN 978-4-7575-4877-0
  6. 2016年7月12日初版発行（同日発売）、ISBN 978-4-7575-5047-6
  7. 2016年9月12日初版発行（同日発売）、ISBN 978-4-7575-5094-0

## テレビアニメ

### ばらかもん
2014年7月より9月まで、日本テレビほかにて放送された。キネマシトラス作品が在京キー局で放送されるのは『東京マグニチュード8.0』以来5年ぶり、単独制作では初となる。公式サイトのキービジュアル・アートワークは山本二三が手がけている。
山村美和役の声優、古木のぞみ（本作舞台の五島出身）が方言監修としてクレジットされている。

#### スタッフ
- 原作 - ヨシノサツキ（掲載「ガンガンONLINE」スクウェア・エニックス刊）[12]
- 監督 - 橘正紀[12]
- シリーズ構成・脚本 - ピエール杉浦[12]
- キャラクターデザイン・総作画監督 - まじろ[12]
- プロップデザイン - 今村望
- 書 - 原雲涯[12]
- 美術 - 加藤浩、保木いずみ
- 色彩設計 - 宮脇裕美[12]
- 撮影監督 - 若林優[12]
- 編集 - 須藤瞳
- 音響監督 - 若林和弘[12]
- 音楽 - 川井憲次[12]
- 音楽プロデューサー - 千石一成、渡辺一博
- プロデューサー - 中谷敏夫、植野浩之、佐々木まりな、伊藤隼之介
- アニメーションプロデューサー - 小笠原宗紀、福島洋心
- アニメーション制作 - キネマシトラス[12]
- 製作 - 「ばらかもん」製作委員会[12]（日テレ、vap）

#### 主題歌
オープニングテーマ「らしさ」（第1話 - 第10話、第12話）
作詞・作曲 - 柳沢亮太 / 編曲・歌 - SUPER BEAVER
エンディングテーマ「Innocence」
作詞 - Ryosuke、Ryo / 作曲 - Ryo / 編曲 - NoisyCell、PABLO a.k.a. WTF!? / 歌 - NoisyCell

#### 各話リスト
| 話数   | サブタイトル         | サブタイトル訳       | 絵コンテ          | 演出     | 作画監督                                                                 |
| ------ | -------------------- | -------------------- | ----------------- | -------- | ------------------------------------------------------------------------ |
| 第1話  | ばらかこどん         | 元気な子供           | 橘正紀            | 橘正紀   | まじろ                                                                   |
| 第2話  | やかましか           | うるさい             | 荒川眞嗣          | 大野和寿 | 貞方希久子                                                               |
| 第3話  | ひとんもち           | お祝いで投げられる餅 | 橘正紀            | 中村里美 | 松尾亜希子                                                               |
| 第4話  | しまんおんつぁんどん | 島の親父たち         | 荒川眞嗣          | 石川健朝 | 若月愛子、奥野浩行                                                       |
| 第5話  | うんにおえぎいっ     | 海に泳ぎに行く       | 橘正紀            | 金子伸吾 | 伊藤秀樹、伊藤晋之 まじろ                                                |
| 第6話  | よそんもん           | 東京から来た奴ら     | 大野和寿          | 大野和寿 | 貞方希久子、伊藤晋之                                                     |
| 第7話  | ひさんいを           | 高級な魚             | 川面真也          | 川面真也 | 松尾亜希子                                                               |
| 第8話  | オンデ               | 念仏踊り             | かおり            | 石川健朝 | 若月愛子、澤田美香 丸山修二、北村晋哉                                    |
| 第9話  | おけがまくっちした   | 大怪我しそうになった | 中村里美 眞野滋   | 飯野慎也 | 齊田博之、伊藤晋之 松尾亜希子、りお、中山竜                              |
| 第10話 | だっちいこで         | みんなで行こう       | 荒川眞嗣          | 飯野慎也 | 貞方希久子、伊集院いづろ                                                 |
| 第11話 | 東京にいます         | よせおっ             | 小島正幸          | 石川健朝 | ジュノンたけお、松尾亜希子                                               |
| 第12話 | かえってきてうりしか |                      | 荒川眞嗣 川面真也 | 橘正紀   | まじろ、齊田博之、貞方希久子 松尾亜希子、伊集院いづろ 北村晋哉、伊藤晋之 |

##### みじかもん
『みじかもん（アドリブ劇場 みじかいばらかもん）』は公式サイトで配信されたショートアニメ。半田達がちびキャラになって登場している。BD・DVDの映像特典として収録されている。総演出・脚本はピエール杉浦、キャラクターデザイン・作画は矢崎優子、絵コンテ・演出はいまむらと岡本雄介が担当。
| 話数   | 配信日        | 登場キャラクター               |
| ------ | ------------- | ------------------------------ |
| 第0話  | 2014年7月3日  | 半田、パンチ                   |
| 第1話  | 2014年7月6日  | 半田、なる                     |
| 第2話  | 2014年7月13日 | 半田、なる、珠子               |
| 第3話  | 2014年7月20日 | 半田、なる、パンチ             |
| 第4話  | 2014年7月27日 | 半田、美和、珠子               |
| 第5話  | 2014年8月3日  | 半田、なる                     |
| 第6話  | 2014年8月10日 | 半田、なる、川藤、神崎         |
| 第7話  | 2014年8月17日 | 半田、美和、珠子               |
| 第8話  | 2014年8月24日 | 半田、なる                     |
| 第9話  | 2014年9月7日  | 半田、パンチ                   |
| 第10話 | 2014年9月14日 | なる、美和、珠子、神崎         |
| 第11話 | 2014年9月21日 | 半田、なる、美和、珠子、パンチ |
| 第12話 | 2014年9月28日 | 半田、なる、美和、珠子         |

#### 放送局
| 放送期間                 | 放送時間                     | 放送局         | 対象地域   | 備考                                 |
| ------------------------ | ---------------------------- | -------------- | ---------- | ------------------------------------ |
| 2014年7月6日 - 9月28日   | 日曜 2:20 - 2:50（土曜深夜） | 日本テレビ     | 関東広域圏 | 製作委員会参加                       |
| 2014年7月12日 - 10月4日  | 土曜 10:00 - 10:30           | 長崎国際テレビ | 長崎県     | 宣伝協力 / 作品の舞台地 作者の出身地 |
| 2014年7月16日 - 10月8日  | 水曜 0:00 - 0:30（火曜深夜） | サンテレビ     | 兵庫県     |                                      |
|                          | 水曜 1:59 - 2:29（火曜深夜） | 広島テレビ     | 広島県     |                                      |
|                          | 水曜 2:04 - 2:34（火曜深夜） | 札幌テレビ     | 北海道     |                                      |
| 2014年7月18日 - 10月10日 | 金曜 2:54 - 3:24（木曜深夜） | 中京テレビ     | 中京広域圏 |                                      |
| 2014年7月19日 - 10月11日 | 土曜 2:25 - 2:55（金曜深夜） | ミヤギテレビ   | 宮城県     |                                      |
| 2014年7月22日 - 10月7日  | 火曜 1:59 - 2:29（月曜深夜） | 福岡放送       | 福岡県     |                                      |
| 2014年7月23日 - 10月15日 | 水曜 2:30 - 3:00（火曜深夜） | BS日テレ       | 日本全域   | BS放送                               |

| 配信期間                | 配信時間                   | 配信サイト | 備考                                            |
| ----------------------- | -------------------------- | --- | ----------------------------------------------- |
| 2014年7月6日 - 9月28日  | 日曜 0:30（土曜深夜） 更新 | 日テレオンデマンド / Hulu | 翌週金曜・土曜は無料配信                        |
| 2014年7月11日 - 10月3日 | 金曜 12:00 更新            | dアニメストア / ニコニコチャンネル / GYAO!ストア テレビドガッチ / バンダイチャンネル / Rakuten SHOWTIME ビデオマーケット / Google Play Store / DMM.com ムービーフルPlus / ベストヒット動画 / もっとTV ひかりTV / U-NEXT アクトビラ / HAPPY!動画 | dアニメストアでは見放題サービス会員は全話見放題 |
| 2014年7月12日 - 10月4日 | 土曜 12:00 更新            | ビデオパス / J:COMオンデマンド |                                                 |

#### 関連商品

##### BD / DVD
| 巻  | 発売日         | 収録話          | 規格品番   | 規格品番   |
| 巻  | 発売日         | 収録話          | BD         | DVD        |
| --- | -------------- | --------------- | ---------- | ---------- |
| 1   | 2014年9月24日  | 第1話 - 第3話   | VPXY-71332 | VPBY-14325 |
| 2   | 2014年10月22日 | 第4話 - 第6話   | VPXY-71333 | VPBY-14326 |
| 3   | 2014年11月26日 | 第7話 - 第9話   | VPXY-71334 | VPBY-14327 |
| 4   | 2014年12月24日 | 第10話 - 第12話 | VPXY-71335 | VPBY-14328 |
| BOX | 2017年9月20日  | 第1話 - 第12話  | VPXY-71545 | -          |

##### CD
ばらかもん オリジナル・サウンドトラック (VPCG-84981)
2014年7月23日にバップから発売。

#### Webラジオ
『TVアニメ『ばらかもん』Webラジオ「らじかもん」』のタイトルで、2014年6月26日から12月31日までアニメイトTVにて配信された。毎週木曜日（同年10月2日からは隔週）更新。パーソナリティは小野大輔（半田清舟 役）、構成作家・アシスタントにピエール杉浦（シリーズ構成・脚本）。
2015年3月21日に発表された第1回アニラジアワードにて「BEST COMFORT RADIO 癒しラジオ賞」を受賞した。
主なコーナー
- なんでんよかけん、送ってこーい!
- 電話!
- 全国総ばらかもん化計画
- 先生！あのシーンもう一回見よっ!

配信リスト・ゲスト
| 放送回数 | 配信日         | サブタイトル             | ゲスト                                                                                              |
| -------- | -------------- | ------------------------ | --------------------------------------------------------------------------------------------------- |
| 第1回    | 2014年 6月26日 | 最初!                    | ピエール杉浦（シリーズ構成・脚本）                                                                  |
| 第2回    | 7月3日         | アニメ間近!              | ピエール杉浦（シリーズ構成・脚本）                                                                  |
| 第3回    | 7月10日        | なる!                    | 原涼子（琴石なる 役）                                                                               |
| 第4回    | 7月17日        | ひな!                    | 原涼子（琴石なる 役） 遠藤璃菜（久保田陽菜 役）                                                     |
| 第5回    | 7月24日        | ヒロ!                    | 内山昂輝（木戸浩志 役）                                                                             |
| 第6回    | 7月31日        | ヒロシ役交代!            | 内山昂輝（木戸浩志 役）                                                                             |
| 第7回    | 8月7日         | マカロニ!                | |
| 第8回    | 8月14日        | ふーちゃん!              | |
| 第9回    | 8月21日        | 美和!                    | 古木のぞみ（山村美和 役）                                                                           |
| 第10回   | 8月28日        | 待っちょったっちゃろ〜!  | 古木のぞみ（山村美和 役）                                                                           |
| 第11回   | 9月4日         | ヒロ再び!                | 内山昂輝（木戸浩志 役）                                                                             |
| 第12回   | 9月11日        | 持ち込み!                | 内山昂輝（木戸浩志 役）                                                                             |
| 第13回   | 9月18日        | なると五島へ!            | 原涼子（琴石なる 役）                                                                               |
| 第14回   | 9月25日        | なると五島へ!〜パート2〜 | 原涼子（琴石なる 役） 古木のぞみ（山村美和 役）                                                     |
| 第15回   | 10月2日        | アニメ最終回!            | |
| 第16回   | 10月16日       | 手紙と石垣!              | |
| 第17回   | 10月30日       | 甲の上!                  | |
| 第18回   | 11月20日       | ヒロおかえり!            | 内山昂輝（木戸浩志 役） 古木のぞみ（山村美和 役）                                                   |
| 第19回   | 12月4日        | なる、おかえり!!         | 原涼子（琴石なる 役）                                                                               |
| 第20回   | 12月25日       | タマ!                    | 大久保瑠美（新井珠子 役）                                                                           |
| 第21回   | 12月31日       | ばらか!                  | 原涼子（琴石なる 役） 遠藤璃菜（久保田陽菜 役） 木村聖哉（大浜謙太郎 役） 古木のぞみ（山村美和 役） |

### はんだくん
2016年2月にTVアニメ化が発表され、同年7月から9月までTBS、BS-TBSほかにて放送された。アニメ版ばらかもんとは放送局を含めスタッフ・キャストが異なっている。

#### スタッフ（はんだくん）
- 原作 - ヨシノサツキ
- 監督 - 湖山禎崇
- シリーズ構成 - 横手美智子
- キャラクターデザイン - 松本麻友子
- プロップデザイン - ハニュー
- 美術監督 - 菊名香
- 色彩設計 - 松原陽子
- 撮影監督 - 伊藤康行
- 編集 - 岡祐司
- 音響監督 - 川添憲五
- 音楽 - 伊藤賢
- 音楽制作 - ランティス
- 音楽プロデューサー - 伊藤善之、鈴木めぐみ
- プロデューサー - 山口泰広、渡辺希和、曽我秀忠、鈴木めぐみ、細田成樹、青木絵理子、新宿五郎、藍谷厚史
- アニメーションプロデューサー - 江里口武志、天野翔太
- アニメーション制作 - ディオメディア
- 製作協力 - スクウェア・エニックス、TCエンタテインメント、ランティス、ディオメディア、ドコモ・アニメストア、メモリーテック、ダックスプロダクション、日本ナレーション演技研究所
- 製作 - はんだくん製作委員会、TBS

#### 主題歌（はんだくん）
オープニングテーマ「The LiBERTY」
作詞 - takao / 作曲 - 鳴風 / 編曲・歌 - Fo'xTails
エンディングテーマ「HIDE-AND-SEEK」
作詞・歌 - 鈴村健一 / 作曲・編曲 - 宮崎誠

#### 各話リスト（はんだくん）
| 話数   | サブタイトル                                                 | 脚本       | 絵コンテ            | 演出           | 作画監督                                                                    | 総作画監督                                                 |
| ------ | ------------------------------------------------------------ | ---------- | ------------------- | -------------- | --------------------------------------------------------------------------- | ---------------------------------------------------------- |
| 第1話  | 半田くんと女の友情                                           | 横手美智子 | 湖山禎崇            | 永岡智佳       | 福士真由美、陣内美帆 服部憲知、久留米東                                     | 松本麻友子 井本由紀                                        |
| 第2話  | 半田くんと1話の続き半田くんと委員長半田くんとモデル          | 横手美智子 | 湖山禎崇 島崎奈々子 | 島崎奈々子     | 本田創一、和田佳純Park Sang WookHa Yeun Jung                                | 松本麻友子 Lee Duk Ho                                      |
| 第3話  | 半田くんと不登校半田くんと調理実習半田くんと親友             | 國澤真理子 | 久慈悟郎            | 久慈悟郎       | 木下由美子、坪田慎太郎 古瀬登                                               | 松本麻友子 井本由紀                                        |
| 第4話  | 半田くんと半田くん？半田くんと女の嫉妬半田くんと社交性       | 平見瞠     | 山田浩之            | 高橋順         | 飯飼一幸、藤原利恵 斉藤和也、坪田慎太郎                                     | 松本麻友子                                                 |
| 第5話  | 半田くんと生徒会半田くんと記憶喪失                           | 國澤真理子 | 清水空翔            | 清水空翔       | 清水空翔                                                                    | 清水空翔                                                   |
| 第6話  | 半田くんと友達の友達半田くんとダッシュ東野半田くんと手相占い | 平見瞠     | 湖山禎嵩 高本宣弘   | 佐藤和磨       | 木下由美子、坪田慎太郎 古瀬登、小澤円                                       | 松本麻友子、井本由紀 本多美乃                              |
| 第7話  | 半田くんと追試半田くんと図書室                               | 國澤真理子 | 島崎奈々子          | 島崎奈々子     | 須賀早葉、和田佳純                                                          | 松本麻友子石川雅一                                         |
| 第8話  | 半田くんと修学旅行                                           | 横手美智子 | 永岡智佳            | 永岡智佳       | 陣内美穂、福士真由美 小澤円、Kim Eun Ha                                     | 松本麻友子、石川雅一 本多美乃、川島尚 久留米東、Lee Duk Ho |
| 第9話  | 半田くんとカエル半田くんとストーカー                         | 平見瞠     | あきとし            | 久慈悟郎       | 木下由美子、坪田慎太郎岡崎秀康                                              | 松本麻友子、井本由紀石川雅一、本多美乃                     |
| 第10話 | 半田くんと平凡半田くんと美少女                               | 國澤真理子 | 山田浩之            | 又野弘道       | 飯飼一幸、藤原利恵菊池一真                                                  | 松本麻友子、石川雅一井本由紀                               |
| 第11話 | 半田くんと文化祭準備                                         | 横手美智子 | 齋藤徳明            | まつきけいいち | 陣内美帆、小澤円 小菅和久                                                   | 松本麻友子、Lee Duk Ho 久留米東、川島尚 本多美乃           |
| 第12話 | 半田くんと文化祭                                             | 横手美智子 | 湖山禎崇            | 久慈悟郎       | 陣内美帆、小澤円 小菅和久、是本晶 福士真由美、下地彩加 上野卓志、徳永さやか | 松本麻友子、井本由紀 石川雅一、本多美乃 久留米東           |

#### 放送局（はんだくん）
| 放送期間                | 放送時間                     | 放送局         | 対象地域   | 備考                      |
| ----------------------- | ---------------------------- | -------------- | ---------- | ------------------------- |
| 2016年7月8日 - 9月23日  | 金曜 1:58 - 2:28（木曜深夜） | TBSテレビ      | 関東広域圏 | 製作局 / 字幕放送         |
|                         | 金曜 2:54 - 3:24（木曜深夜） | CBCテレビ      | 中京広域圏 |                           |
| 2016年7月9日 - 9月24日  | 土曜 3:10 - 3:40（金曜深夜） | 毎日放送       | 近畿広域圏 |                           |
| 2016年7月10日 - 9月25日 | 日曜 1:00 - 1:30（土曜深夜） | BS-TBS         | 日本全域   | BS放送                    |
| 2016年7月18日 - 10月3日 | 月曜 1:00 - 1:30（日曜深夜） | TBSチャンネル1 | 日本全域   | CS放送 / リピート放送あり |

| 配信期間                | 配信時間                   | 配信サイト                                             | 備考                                      |
| ----------------------- | -------------------------- | ------------------------------------------------------ | ----------------------------------------- |
| 2016年7月11日 - 9月26日 | 月曜 12:00 更新            | dアニメストア                                          | 製作協力 / 見放題サービス会員は全話見放題 |
| 2016年7月12日 - 9月27日 | 火曜 12:00 更新            | アニメイトチャンネル / バンダイチャンネル GYAO! / Hulu |                                           |
| 2016年7月17日 - 10月2日 | 日曜 23:30 - 月曜 0:00     | ニコニコ生放送                                         |                                           |
| 2016年7月18日 - 10月3日 | 月曜 0:00（日曜深夜） 更新 | ニコニコチャンネル                                     |                                           |
|                         | 月曜 12:00 更新            | アニメ放題 / U-NEXT                                    |                                           |

#### 関連商品（はんだくん）

##### BD / DVD（はんだくん）
| 巻 | 発売日         | 収録話          | 規格品番  | 規格品番  |
| 巻 | 発売日         | 収録話          | BD        | DVD       |
| -- | -------------- | --------------- | --------- | --------- |
| 1  | 2016年9月28日  | 第1話 - 第2話   | TCBD-0567 | TCED-3159 |
| 2  | 2016年10月26日 | 第3話 - 第4話   | TCBD-0568 | TCED-3160 |
| 3  | 2016年11月30日 | 第5話 - 第6話   | TCBD-0569 | TCED-3161 |
| 4  | 2017年1月11日  | 第7話 - 第8話   | TCBD-0570 | TCED-3162 |
| 5  | 2017年2月3日   | 第9話 - 第10話  | TCBD-0571 | TCED-3163 |
| 6  | 2017年2月24日  | 第11話 - 第12話 | TCBD-0572 | TCED-3164 |

##### CD（はんだくん）
TVアニメ『はんだくん』キャラクターソングミニアルバム（LACA-15587）
2016年10月5日にランティスから発売。
TVアニメ『はんだくん』オリジナルサウンドトラック (LACA-15588)
2016年10月19日にランティスから発売。

#### Webラジオ（はんだくん）
『はんだらじお 〜島﨑信長と興津和幸のきっさマウンテンで待ち合わせ〜』のタイトルで、2016年7月6日（第0話は6月14日）から9月27日までアニメイトチャンネルにて隔週火曜日に配信され、dアニメストア、アニメイトタイムズでは同年7月8日（第0話は6月16日）から9月29日まで隔週木曜日に配信されていた。全7回。パーソナリティは島﨑信長（半田清 役）、興津和幸（川藤鷹生 役）。2016年8月7日に公開録音イベントを開催した。
主なコーナー
- お手紙いただきました
- わたしのクラスの半田君
- 書道家への道
- はんだ劇場（アニメイトチャンネル限定）

ゲスト
- 第1回 - 広瀬裕也（相沢順一 役）
- 第2回 - 白井悠介（花田慶 役）
- 第4回 - 古川慎（東野光太郎 役）
- 第5回（公開録音） - 山下大輝（近藤幸男 役）
- 第6回 - Fo'xTails（アニメOP曲担当）
- 第7回 - 細谷佳正（筒井あかね 役）

## ゲーム
三国志大戦
セガ・インタラクティブのアーケードゲーム。
2019年1月より、本作の半田をモデルにした鍾繇（声 - 菅沼久義）が登場している。

## テレビドラマ
2023年7月12日から9月20日まで、フジテレビ系「水曜22時枠」にて放送された。主演はGP帯の連続ドラマ初主演となる杉野遥亮。

### キャスト

#### メインキャスト
メインキャストは「#登場人物」を参照。

#### ゲスト

##### 第1話
書道家仲間
演 - 才川コージ、池田永吉、玉井らん
清舟の栄華賞受賞は親のコネかと邪推する。
引っ越しドライバー
演 - 竹良光
荷物を届けるだけで家の中まで運ぶサービスはしていないと告げる。
浩志の担任
演 - 伊住聰志
通知表を見て悄気る浩志に「木戸。お前もさ もうちょっと頑張ってみろよ」と諭す。

##### 第2話
島の住人
演 - 五島三四郎（最終話）、沓名環希（第1話・第6話 - 第8話・最終話）、茂野富士子（第7話・第8話）
陽菜が鳴らした防犯ブザーの音に驚いて集まってきた島の住人たち。
謙太郎の父
演 - 中村大輝
わが子の名前から採った新船「謙丸」のお披露目の「餅拾い」の儀式を行う。

##### 第3話
島の住人
演 - 今井英二
なるに話しかける川藤を幼女誘拐犯と誤解する。

##### 第6話
ヤスばの親族
演 - よしのよしこ
ヤスばの葬儀で育江のそれまでの献身にお礼を言う。

##### 第8話
坂本
演 - 蔵原健（最終話）
なるたちが通う富江町立七ッ岳分校の教頭先生。
店員
演 - 藤山凛
琴石優一郎が飛行機の玩具を買った福江空港の売店の店員。
中村裕太
演 - 前山くうが（第10話・最終話）
七ッ岳分校に通うなると同じ1年生の児童。
平山はじめ
演 - 奥田奏太（第10話・最終話）
七ッ岳分校に通うなると同じ1年生の児童。
保護者たち
演 - 三上伸之（第2話・第3話・最終話）、府中教郎（第3話・最終話）、矢野潤
分校の学習発表会で児童たちを見守る保護者たち。

##### 第9話
佐久間圭
演 - 佐々木一平
川藤アートに新たに所属することになった書道家。
尾崎、加東拓也
演 - 桜井聖、浅見和哉
半田清明プロデュースの書を飾ることを企画したサウザンズホテルのスタッフ。
スタッフ
演 - 小西貴大、星直実
川藤アートのスタッフ。

#### 最終話
ゆな、アキオ
演 - 椛島光、今井悠貴
ネット動画撮影の企画『突撃！田舎生活！』で五島列島にやって来た売り出し中の若手アイドルとカメラマン。
司会
演 - 金剛地武志
康介が出演するワイドショーのMC。
島の住人
演 - 福吉寿雄（第2話）
分校で行われた一年生歓迎会の出席者。

### スタッフ（テレビドラマ）
- 原作 - ヨシノサツキ『ばらかもん』（ガンガンコミックスONLINE / スクウェア・エニックス刊）
- 企画 - 上原寿一[11]
- 脚本 - 阿相クミコ、金沢達也[146]
- 音楽 - 眞鍋昭大、宗形勇輝
- 主題歌 - Perfume「Moon」（Polydor Records）[147]
- 特別協力 - 五島市、五島市観光協会
- 方言監修 - 中村真由美
- 五島ロケコーディネート - 梅木志保
- 書道監修 - 鈴木暁昇
- 方言指導 - 五島三四郎
- 医療監修 - 山本昌督
- プロデュース - 髙丸雅隆、高橋眞智子[146]
- 演出 - 河野圭太、植田泰史、木下高男、北坊信一[146]
- 制作協力 - 共同テレビ[11]
- 制作著作 - フジテレビ[11]

### 原作・アニメ版との相違点
- 原作・アニメ版では特定の時代設定は決められて無かったが、ドラマ版では令和5年〜令和6年に設定されている。それに伴い清舟の生年月日も1996年4月15日に設定された。
- 清舟の年齢設定が23歳から原作の草案であった27歳の設定を汲み取った物となっている[注 11]。
- アニメ版ではなるは方言を喋っていたが、ドラマ版では標準語を喋っている[注 12]。また、腰に巻いているロープや、左手に巻いているミサンガもドラマ版では見られない。
- 珠子の弟である明彦や川藤の父である桐恵、木下商店の店長である木下フミなど一部のキャラクターはドラマ版では登場しない。木下商店に代わって、珠子の家として設定された新井商店が登場する。
- 河本育江はドラマ版では名前が久保田育江（くぼた いくえ）であり、陽菜の母という設定に変更されている。
- 原作・アニメ版では老衰死するのはキヨバだったが、ドラマ版ではヤスバとなっている。
- 珠子の投稿作がホラー漫画「骨と骨」から学園ギャグ漫画「ロボット転校生X」に変更されている[注 13]。
- 原作で登場した清舟のお見合い相手である舘永嬢は直接の登場はせずに「八神館長の孫娘」と清明の口から存在のみ言及されている。
- 川藤のタトゥーはない。

### 放送日程
| 各話                                                                        | 放送日  | サブタイトル                                     | 脚本       | 演出     | 視聴率 |
| --------------------------------------------------------------------------- | ------- | ------------------------------------------------ | ---------- | -------- | ------ |
| 第1話                                                                       | 7月12日 | 五島列島へ！まさかの島流し編                     | 阿相クミコ | 河野圭太 | 5.9%   |
| 第2話                                                                       | 7月19日 | 島の新生活は前途多難 ! ? 豪雨襲来トラブル続出    | 阿相クミコ | 河野圭太 | 5.3%   |
| 第3話                                                                       | 7月26日 | 親友とライバルが来島！シリーズ一千万部人気作     | 金沢達也   | 植田泰史 | 5.3%   |
| 第4話                                                                       | 8月02日 | 新キャラ登場！トラブル続々！清舟まさかの帰京 ! ? | 金沢達也   | 植田泰史 | 5.0%   |
| 第5話                                                                       | 8月09日 | 清舟、帰京でスランプに ! ? 母も登場で大波乱      | 阿相クミコ | 河野圭太 | 4.7%   |
| 第6話                                                                       | 8月16日 | 新章スタート！ 届け！感謝の想い！涙の野辺送り    | 阿相クミコ | 植田泰史 | 4.3%   |
| 第7話                                                                       | 8月23日 | 父と母が五島にやって来た！まさかの親子対決 ! ?   | 金沢達也   | 木下高男 | 4.8%   |
| 第8話                                                                       | 8月30日 | 謎の男はなるの父親 ! ? 誕生日にストーカー出現！  | 上原莉恵   | 北坊信一 | 5.1%   |
| 第9話                                                                       | 9月06日 | 清舟、人生の選択！なる初めて東京に行く           | 阿相クミコ | 河野圭太 | 4.3%   |
| 第10話                                                                      | 9月13日 | 新たなる旅出ちへ！それぞれの未来は？             | 金沢達也   | 木下高男 | 4.7%   |
| 最終話                                                                      | 9月20日 | ハートフル島コメディ、ついに最終回               | 阿相クミコ | 植田泰史 | 5.1%   |
| 平均視聴率 5.0%（視聴率はビデオリサーチ調べ、関東地区・世帯・リアルタイム） |         |                                                  |            |          |        |

- 初回は22時 - 23時9分の15分拡大放送。

| フジテレビ系列 水曜10時枠の連続ドラマ        | フジテレビ系列 水曜10時枠の連続ドラマ  | フジテレビ系列 水曜10時枠の連続ドラマ   |
| 前番組                                       | 番組名                                 | 次番組                                  |
| -------------------------------------------- | -------------------------------------- | --------------------------------------- |
| わたしのお嫁くん （2023年4月12日 - 6月21日） | ばらかもん （2023年7月12日 - 9月20日） | パリピ孔明 （2023年9月27日 - 11月29日） |